# Jamie Marks Is Dead
Jamie Marks Is Dead è un film del 2014 scritto e diretto da Carter Smith. La pellicola si basa sul romanzo a sfondo omosessuale La voce segreta dei corvi (One for Sorrow) di Christopher Barzak.

## Trama
Grace, un'adolescente che frequenta la scuola pubblica della città in cui vive, scopre, mentre sta girovagando per il fiume, il cadavere di un suo coetaneo: Jamie Marks. La sua morte diventa uno scandalo nazionale, visto che il ragazzo è stato ucciso nel peggiore dei modi, ma nella scuola che frequentava la sua morte non ha influenzato la vita di nessuno, tranne quella di Adam. Adam McCormick incomincia a provare molti sensi di colpa per aver lasciato a persone come suo fratello, Aaron, di umiliarlo e denigrarlo, affidandogli soprannomi come Jamie lo Storpione. I professori se ne infischiano altamente della sua morte, confessando che è molto più importante il lavoro. Adam, visitando la scena del delitto, conosce Grace, rimanendo fortemente attratto dalla sua personalità misteriosa e ambigua.
La madre di Adam e Aaron, Linda, ha un incidente automobilistico, e rimane paralizzata. Invece di inveire contro l'altra guidatrice del furgone, Lucy, le due fanno amicizie, legate dalla profonda fede in Dio. Grace si comporta in maniera molto strana e non finisce mai di parlare del defunto Jamie. Stranamente, quando Grace e Adam si baciano le luci si spengono e la ragazza intima al ragazzo di tornare il giorno successivo. Facendo come ordinato, Adam viene a conoscenza di qualcosa di soprannaturale: sia lui che Grace riescono a vedere il fantasma di Jamie. Grace decide di tenersi alla larga dallo spettro e ammette che anche se le autorità riuscissero a trovare il suo assassino, sarebbe inutile, perché Jamie è morto e non può tornare nel mondo dei vivi.
Adam si reca a tarda notte sulla scena del delitto, dove incontra lo spettro del defunto. Jamie appare come un ragazzo indifeso, timido, ancora intimorito dal mondo. Adam gli pone la mano, dicendo che non lo insulterà come tutti gli altri. Lo spettro dice inoltre di sapere che lui vorrebbe “provare come si sente” e per questo lo fa spogliare e posizionare nell'esatto luogo della sua morte. Adam viene sorpreso da Aaron, che lo riporta a casa. Qui, Adam scopre che Jamie si è “trasferito” nel suo armadio. Il proprietario di casa gli offre ospitalità e inizia ad aprirsi rivelandogli l'odio profondo per il fratello, che intanto ha rivelato all'intera scuola quello che è successo sulla scena del delitto facendolo diventare un emarginato.
Jamie ama farsi sussurrare parole all'orecchio, perché gli danno la sensazione di essere ancora in vita. Inoltre lo spettro rivela ad Adam dei suoi poteri, di com'è in grado di viaggiare da armadio ad armadio. Adam ha il desiderio di andarsene via e Jamie gli dà un semplice consiglio: recarsi da Frances la Passiva. Non sapendo chi sia, chiede informazioni a Grace. Frances era una ragazza della città che soffriva di bullismo e maltrattamenti familiari. Impazzita dal dolore, si tolse la vita; stranamente, dopo un po' di tempo, morirono anche i genitori. Grace, venuta a conoscenza del piano di Jamie, è completamente contraria, ma non può impedire ad Adam di seguirlo. Quest'ultimo, insieme allo spettro si reca nel granaio di Frances, che appare in maniera molto fredda e distaccata. Jamie confessa all'amico che Frances, ogni giorno prima dell'alba, fa provare il sapore della morte all'anima dei genitori.
Tra Adam e Frances scoppia un litigio, che termina con la fuga dell'umano, uno scontro tra i due spettri e la distruzione della casa di Frances. Il ragazzo chiama Grace, dicendole quello che è capitato. Poi viene avvicinato da Jamie che gli confessa che non è affatto arrabbiato con lui per la sua fuga. I due si riconciliano e il loro rapporto diventa più intenso e le cose continuano così per un po', fin a quando Adam non viene catturato dalla polizia e costretto a tornare a casa. Frances si fa viva a casa del ragazzo, reclamando vendetta per la sua abitazione distrutta, ma viene fermata da Jamie, che la porta in un tunnel che sarebbe in realtà la porta per il paradiso. Grace mostra ad Adam un fogli in cui Jamie, in qualche modo, ammetteva di essere il responsabile della sua stessa morte. Jamie accusa la ragazza di essere gelosa della relazione tra lui e Adam e dicendo che tra loro potrebbe nascere una storia. L'altro ragazzo gli dice che questo è impossibile, perché non funzionerebbe mai e lo convince ad attraversare il tunnel per giungere al Paradiso. Prima, tuttavia, Adam sussurra un'altra parola al suo amico spettro: “Amore”.

## Distribuzione
Il film è stato presentato in anteprima e in concorso a gennaio 2014 al Sundance Film Festival. Successivamente è stato proiettato in altri festival cinematografici internazionali, tra cui Festival del cinema americano di Deauville e London Film Festival.

## Riconoscimenti
- 2014 - Sitges - Festival internazionale del cinema fantastico della Catalogna
  - Miglior fotografia a Darren Lew